# Балка Дурна
Балка Дурна — балка (річка) в Україні у Куйбишевському й Ленінському районах міста Донецька Донецької області. Права притока річки Кальміусу (басейн Азовського моря).

## Опис
Довжина балки приблизно 8,99 км, найкоротша відстань між витоком і гирлом — 7,80  км, коефіцієнт звивистості річки — 1,15 . Формується декількома балками та загатами.

## Розташування
Бере початок на східній стороні біля терикону шахти Куйбишевської (вулиця Лермонтова). Тече переважно на південний схід, перетинає вулицю Івана Ткаченка і біля заводу Донецькгірмаш впадає у річку Кальміус.

## Цікаві факти
- Балку перетинає автошлях Н15[4] (автомобільний шлях національного значення на території України, Запоріжжя — Донецьк.)
- На лівому березі балки на північно-східній стороні на відстані приблизно 1,41 км розташований Парк Слов'янської культури та писемності[5][4].